# Germán Sánchez (Leichtathlet)
Germán Sánchez (Germán Fortino Sánchez Cruz; * 31. Juli 1967 in Zimatlán, Oaxaca) ist ein ehemaliger mexikanischer Geher, der vorwiegend im 50-km-Gehen startete.
Bei den Leichtathletik-Weltmeisterschaften 1991 in Tokio kam er auf den 21. Platz, und bei den Olympischen Spielen 1992 in Barcelona wurde er disqualifiziert.
1993 wurde er Zwölfter bei den Weltmeisterschaften in Stuttgart und gewann Silber bei den Zentralamerika- und Karibikspielen. Bei den Weltmeisterschaften 1995 in Göteborg erreichte er nicht das Ziel.
1996 siegte er bei den Iberoamerikanischen Meisterschaften im 20-km-Gehen und belegte bei den Olympischen Spielen in Atlanta den 18. Platz.
Bei den Weltmeisterschaften 1997 in Athen und bei den Olympischen Spielen 2000 in Sydney wurde er disqualifiziert.
2003 siegte er bei den Panamerikanischen Spielen in Santo Domingo und wurde Zwölfter bei den Weltmeisterschaften in Paris/Saint-Denis.
Mit einem 17. Platz bei den Olympischen Spielen 2004 in Athen beendete er seine internationale Karriere.

## Persönliche Bestzeiten
- 20 km Gehen: 1:24:34 h, 15. Mai 1993, A Coruña
- 50 km Gehen: 3:44:50 h, 17. Juni 2001, Tscheboksary